# Championnats du monde de gymnastique acrobatique 1986
Navigation
Édition précédente Édition suivante
Les championnats du monde de gymnastique acrobatique 1986, septième édition des championnats du monde de gymnastique acrobatique, ont eu lieu du 27 au 29 novembre 1986 à Rennes, en France.